# ステパン・ポルトラック
ステパン・ティモフィヨビッチ・ポルトラック (ウクライナ語: Степа́н Тимофі́йович Полтора́к) は、ウクライナの軍人、政治家。第14代ウクライナ国防大臣やウクライナ国家親衛隊初代司令官などを歴任。

## 経歴
ポルトラックは1965年2月11日、オデッサ州ヴェセラ・ドリーナで生まれた。
1983年8月より軍務を開始。2002年3月、ウクライナ国家警備隊国立アカデミー長に任命される。
2003年、「ウクライナ内務省将校の部隊指揮のスキルを形成するための教育条件」に関する論文を発表した。
2007年8月21日、中将に昇進。
2014年2月28日、オレクサンドル・トゥルチノフウクライナ大統領代行より、ポルトラックはウクライナ国内軍司令官に任命された。
2014年4月15日、ウクライナ最高議会はポルトラックをウクライナ国家親衛隊司令官に任命した。
2014年8月23日、大将に昇進。
2014年10月14日、ウクライナ最高議会は245名の賛成を得て、ポルトラックを国防大臣に任命した。
2015年10月14日、ペトロ・ポロシェンコ大統領は、ポルトラックにウクライナ上級大将の階級を授与した。
2016年4月14日、ウクライナ最高議会はフロイスマン内閣の新閣僚を任命し、ポルトラックがウクライナ国防大臣に再任された。
2018年、ウクライナ国立民間防衛大学で、「変革社会の状況におけるウクライナ軍の改革による行政機構の統一」をテーマとした行政学博士論文を発表した。
2018年10月13日、ペトロ・ポロシェンコ大統領は、ポルトラックの報告に満足していると表明した。ポルトラックは、兵役からの解放と、ウクライナ法「ウクライナの国家安全保障に関する」に従い、2019年1月1日以降も引き続き国防大臣を留任した。ウクライナ法「ウクライナの国家安全保障に関する」により、ウクライナ国防大臣は、文民である必要がある。
2019年8月22日、グロイスマン首相辞任に伴い国防大臣を解任。(ウクライナでは首相の辞任は内閣総辞職を意味する。新内閣発足の8月29日まで職務代行)

## 栄典
- 1等ボフダン・フメリニツキー勲章 - 2018 年10月12日[8]
- 2等ボフダン・フメリニツキー学位勲章 - 2016年4月18日[9]
- 3等ボフダン・フメリニツキー勲章 - 2006年3月24日[10]
- 非の打ち所のない奉仕に対して（ウクライナ語版） - 1998年10月20日[11]